# 蓬德巴雷
蓬德巴雷（法語：Pont-de-Barret，法語發音：[pɔ̃ də baʁɛ]）是法国德龙省的一个市镇，属于尼永斯区。

## 地理
蓬德巴雷（44°36'7"N, 5°0'40"E）面积16.6 平方千米，位于法国奥弗涅-罗讷-阿尔卑斯大区德龙省，该省份为法国东南部内陆省份，北起顺时针与伊泽尔省、上阿尔卑斯省、上普罗旺斯阿尔卑斯省、沃克吕兹省和阿尔代什省接壤。
与蓬德巴雷接壤的市镇（或旧市镇、城区）包括：沙罗尔、埃扎于、里芒杜勒河畔费利讷、马纳、皮圣马丹、罗什博丹、萨莱特、苏瓦扬。

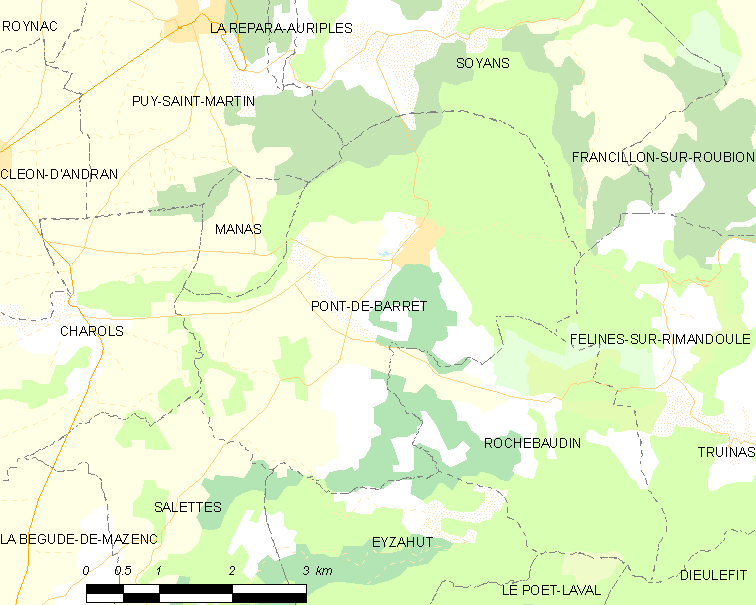
蓬德巴雷的OSM定位图

蓬德巴雷的时区为UTC+01:00、UTC+02:00（夏令时）。

## 行政
蓬德巴雷的邮政编码为26160，INSEE市镇编码为26249。

## 政治
蓬德巴雷所属的省级选区为迪约勒菲县。

## 人口

1962-2008年间蓬德巴雷人口变化图示

蓬德巴雷于2022年1月1日时的人口数量为659人。